# Історія Баланівських церквів
Чудо-михайлівський храм — церква, що контролюється УПЦ МП в селі Баланівка Гайсинського району Вінницької області. Це мурована церква, пам'ятка архітектури місцевого значення, збудована 1729 року. Настоятель церкви — протоієрей Сопіга Петро Васильович.  
| Церква на честь Архистратига Михаїла             | Церква на честь Архистратига Михаїла                   |
| ------------------------------------------------ | ------------------------------------------------------ |
| Церква на честь Архистратига Михаїла (Баланівка) |                                                        |
|                                                  |                                                        |
| Тип споруди                                      | церква                                                 |
| Розташування                                     | Україна, Баланівка                                     |
| Початок будівництва                              |                                                        |
| Кінець будівництва                               | 1729                                                   |
| Стиль                                            | руський стиль                                          |
| Належність                                       | УПЦ МП                                                 |
| Єпархія                                          | Тульчинська єпархія УПЦ (МП)                           |
| Стан                                             | Пам'ятка архітектури місцевого значення України (47-М) |
| Адреса                                           | с. Баланівка, Вул. Лесі Українки 37                    |

### Історія

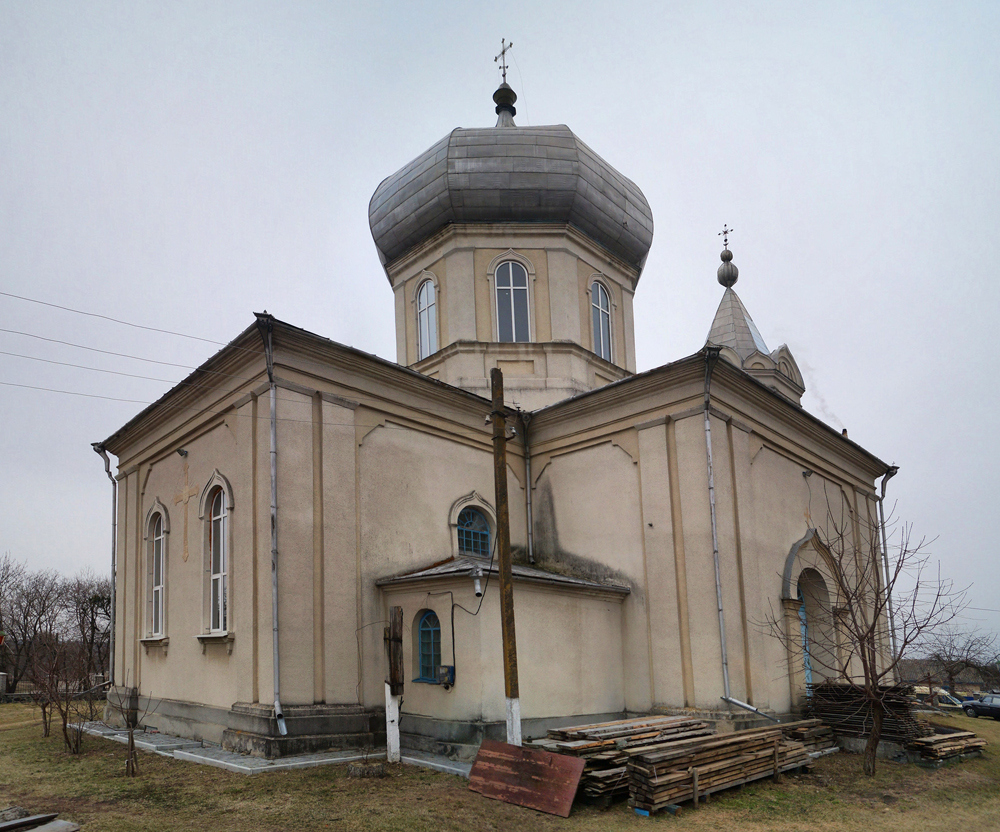

У Баланівці з часів існування села було декілька церков. Однією з перших була дерев'яна Миколаївська церква, побудована в 1733 році. Вона знаходилась на місці колишнього поміщинського саду. Зі священників Баланівської церкви відомий Кирил Тутевич, який в 1795 році обернувся з унії в православ'я з усім приходом.
Після зруйнування церкви на честь Миколая-Чудотворця в 1810 було розпочато будівництво нової церкви, яка в 1823 році була овсячена з дозволу Преосвященого Ксенофонда. Цегляна церква знаходилась посер села. Зверху вона була покрита листовим залізом і пофарбована мідянкою.Дзвіниця також цегляна знаходилась від церкви за декілька кроків на західному боці й побудована в 1833 році.
Для того щоб поміщик Сабанський міг побудувати цю церкву, він зобов'язувався перед єпархіальним керівництвом побудувати ще дві цегляні церкви в інших своїх селах: Демидівці та Павлівці Ольгопольського повіту. Церква й дзвіниця побудовані за візантійським архітектурним стилем. Церква має два куполи, один височить над притвором, а інший - над алтарною частиною храму висотою 15 сажнів. Широта середньої частини храму має 4 сажні, а довжина храму з алтарем і притвором - 11 сажнів. Дзвіниць Баланівка мала п'ять, першаз них вагою в 40 пудів 32 фунти, друга - 5 пудів і 1 фунт, третя- 1 пуд і 26 фунтів, четверта - 1 пуд і 8 фунтів, п'ята - 39 фунтів. Усі разом дзвіниці мали вагу в 49 пудів і 26 фунтів. Вони були вилиті на Немирівському заводі.
Внутрішня прекраса церкви - престол, присвячений Миколаю Чудотворцю, обладнаний в указну міру. Алтар столярної роботи, із зображенням на ньому Царя слави в різних позолочених рамах. На жертовнику - дерев'яна ікона Спасителя. По праву сторону шафа для зберігання плащаниці (на червоному оксамиті) і різниці. Іноконстас чотирьох'ярусний дерев'яний залишений від попередньої церкви, старовиної різьбленої роботи з іконамистаровиного живопису грецького стилю. У 1837 році іконостас був перероблений по обладнанню церкви і прикрашенний живописом і позолотою. В першому ярусі іконостасу ікони відображають Спасителя і Богородицю з первістком. З правого боку вратниці ікони - Священник Миколай і Хреститель Господній Іоан Предтечи, а з лівої вратниці ікони - Преподобний Онуфрій і Великомучиниця Варвава. В другомі ярусі: "Таємна Вечеря" і всі святі іноки у вигляді невеликих зображень. У третьому ярусі ікони: Спасителя в образі Великого Архієрея, по обидва боки образи святих Апостолів, Василія Великого й Іоанна Златоуста. В четвертому ярусі зображені ікони Бога - Батька і двадцяти пророків. Крім того на стінах розвішані ікони прекрасного живопису на холсті, в позолочених рамках. Це Спаситель, Богоматір, Святитель Митрофан Воронезький, преподобний Сергій, свята Мироносиця Марія Магдалина, святий первомученик Стефан і чотири євангелісти. Вся внутрішня частина церкви в тому ж 1837 році майстерно розфарбована алреско.
У церкві було 4 Євангелія Московського другу, з яким найдавніше - 1751 року, 5 ручних хрестів, з яких 2 срібно-позолочені, 2 кипарисні штучного різьблення і 1 пурпурово - білий, 1 гробниця, 2 чаші мідних позолочених, 2 чаші срібні з позолоченими приборами, одне велике срібне панікаділо, 3 кадильниці, 12 висячих ламп, 1 стояча лампада, 6 підсвічників, 5 придатних для використання риз, 5 підризників, 3 пояси, 2 виносних хрести, 6 хоругвів з іконами. Богослужебні книги є у всьому окрузі Московського і Київського друку. В церковній бібліотеці зберіглося 22 екземпляри повчальних проповідей, 17 екземплярів Біблії, 12 книг життя святих і журнал християнського читання за 1859-1861 роки.
Першим священиком був Григорій Тутевич, другим став його син - Кирило Тутевич, також уніат, який у 1795 році разом з усіма жителями перейшов у православ'я; третім священиком був Фома Новінський, а з 1833 року - Лука Стрельбицький. Деякий період у Баланівці служив Григорій Терентійович Ошовський(1921-2000) який на основі церковних записів та спогадів старожилів описав історичне минуле Баланівки. Довгий період у церкві служила сім'я Карпеців Василя Мифодійовича та його сина Степана Васильовича.

### Радянський період
У роки радянської влади над церквою поглумилися.
На початку 60-х років XX століття біля церкви побудували Будинок культури, а церкву зруйнували, тому в Баланівці залишилась тільки одна церква в Слободо-Баланівці.
Храм Михайла Чудотворця побудований в 1878 році на кошти прихожан, держави І поміщика Сабанського; вартість церкви близько 20000 крб. Попередній храм був дерев'яний, трьохкупольний, з окремою дзвіницею, побудований в 1752 році в ім'я святого Архістратига Михайла. На цьому місці нині стоїть пам'ятник у вигляді кам'яної каплиці. Із служителів цього приходу особливо відзначився Константин Дложевський, який доклав багато зусиль для будівництва нинішнього храму і церковно-приходської школи.
Церковна школа грамоти з 1897 р. розміщувалась у найманій селянській хаті. Тут же була й народна читальня, відкрита Повітовим Комітетом Товариства Тверезості. Читальня була розміщена в будинку поміщиці графині Марії Потоцької.
У роки радянської влади церкву неодноразово закривали, священників піддавали репресіям. Двічі був репресований у 1933 і в 1937рр. священник Антон Купріянович Туркевич, який більше 30 років прослужив у приході.
У повоєнний час служба в храмі відновлена і діє донині.
На церковному подвір'ї стоїть невеличкий пам'ятник воїнам-односельчанам, які загинули в Першій світовій війні 1914-1918 рр., могила священика А.К. Туркевича і його дружини, а також В.М. Карпця з матушкою та їхнього сина священика Степана.

### Сучасність
На сьогодні настоятель храму є Сопіга Петро Васильович.
Як і більшість церков у радянські часи, Божий дім стояв зачинений і всіма покинутий. Зараз же потроху відновлюється все, що було втрачено протягом десятиліть. Храм являє собою кам’яну однокупольну будівлю з великими арочними вікнами. Перед церквою знаходиться просторий двір із зеленими насадженнями і високими деревами. І церква, і територія досить добре доглянуті, що говорить про те, що парафіяни не байдужі і з любов’ю ставляться до своєї церкви.
2012 року відбулася передача офіційних документів про його перехід із державної власності у власність УПЦ.
З 1927 року храм перебуває у власності держави, віряни є його користувачами. За ініціативи губернатора області Миколи Джиги прийнято розпорядження про передачу храму баланівській релігійній громаді УПЦ.